# Herbert Raab
Herbert Raab (1969) è un astronomo austriaco.
Il Minor Planet Center gli accredita la scoperta dell'asteroide 13682 Pressberger effettuata il 10 agosto 1997 in collaborazione con Erich Meyer.
Ha creato il programma Astrometrica.
Gli è stato dedicato l'asteroide 3184 Raab..